# Air Kyrgyzstan
Air Kygyzstan (Kirgiska:Эйр Кыргызстан Авиакомпаниясы) är ett flygbolag i Kirgizistan, som grundades 2001.

## Historia
Air Kyrgyzstan startade som Altyn Air i april, 2001. Företaget namnändrades 2006 till Air Kyrgyzstan, efter att de övertagit Kyrgyzstan Airlines.

## Destinationer
Air Kyrgyzstan flyger till städerna:
| Land        | Stad        | Referens    |
| ----------- | ----------- | ----------- |
| Kina        | Ürümqi      | [ 1 ]       |
| Kirgizistan | Bishkek     | [ 1 ]       |
| Kirgizistan | Osh         | [ 1 ]       |
| Ryssland    | Abakan      | [ 2 ]       |
| Ryssland    | Krasnodar   | [ 1 ]       |
| Ryssland    | Krasnoyarsk | [ 1 ]       |
| Ryssland    | Moskva      | [ 1 ] [ a ] |
| Uzbekistan  | Tashkent    | [ 1 ]       |

## Flotta
Flygplanstyper som ingår i företagets flotta:
| Flygplan       | Ägda | Beställningar | Passagerare |
| -------------- | ---- | ------------- | ----------- |
| Airbus A320    | 1    | –             | ?           |
| Boeing 737-300 | 1    | –             | 137         |
| Boeing 737-700 | 1    | –             | 122         |
| TOTALT         | 3    | –             | 259+        |

## Fotnoter